# Ушковские стоянки
Ушковские стоянки ("ушковская культура") — археологический памятник Северо-Восточной Азии, расположенный на территории полуострова Камчатка. Стоянка (стоянки) древнего человека, датированные эпохой верхнего палеолита и неолита.
Объект открыт в 1961 году Н.Н. Диковым на южном побережье озера Ушки (56°09’ с.ш., 159°56’ в.д.) в бассейне реки Камчатка.
Стоянки включают в себя 7 культурных слоев с прослоями из вулканического пепла (от вулканов Ксудач, Хангар и Шивелуч). Слои I-IV относятся к неолиту (голоцен), а V-VII - к палеолиту (плейстоцен). Глубина залегания слоев до 3,5 метров.
VII слой имеет возраст 14-11 тыс. лет. Здесь обнаружено поселение с 11 жилищами в форме чума (из крытых шкурами жердей). Для изготовления каменных орудий использовались халцедон и обсидиан. Могила имеет следы погребального костра. Обитатели поселения занимались охотой на крупных животных и водоплавающих птиц, а также рыболовством. Аналоги каменных индустрий связываются с палеоиндейцами.
В VI слое (возраст 10860 ± 400 л.н.) обнаружено поселение из 40 жилищ округлой в плане формы с очагами. Площадь жилищ достигала 48 кв.м. Обнаружены нуклеусы и бифасы, а также наконечники стрел (маркер мезолита). В одном из жилищ найдены захоронение собаки (близка к лайке) и лопатка бизона. Основу хозяйства составляла охота и рыболовство. Данный слой связывается с предками индейцев на-дене. При захоронениях использовалась охра.
V слой датирован возрастом 7705±38 лет и был погребен мощным слоем пепла от извержения вулкана Хангар 6900 лет назад.
Культурный слой IV датирован возрастом 4200 ± 100 л.н. Обнаружены амулеты (фигурки рыбок) и фрагменты керамического сосуда.
Культурный слой I охарактеризован как «пережиточный неолит» и имеет возраст от 675±80 до 220±140 лет. В этом слое обнаружена землянка, костяной наконечник гарпуна и рыболовное снаряжение (грузила). Данный слой связывается с деятельностью ительменов.